# Komi (Sprache)
Komi (коми кыв, komi kyv) ist eine Sprache in der permischen Gruppe der uralischen Sprachfamilie, die vom gleichnamigen Volk der Komi in der Russischen Föderation gesprochen wird. Seit den 1920er Jahren entwickelten sich in zwei regionalen Zentren die beiden unterschiedlichen Schriftsprachen Komi-Syrjänisch und Komi-Permjakisch. Deshalb wird Komi als eine plurizentrische Sprache beschrieben.
Die altpermische Schrift ist eine historische Schriftsprache für Komi, die vom 14. bis zum 17. Jahrhundert in Gebrauch war und für die ein eigenes Alphabet benutzt wurde, das auf den Nationalheiligen der Komi Stefan von Perm zurückgehen soll. In den 1920ern wurde das auf dem Kyrillischen basierende Molodzow-Alphabet verwendet.

## Sprachbau
Komi ist eine agglutinierende Sprache, wobei auch Eigenschaften von flektierenden Sprachen auftreten. Auffällig ist der Reichtum an Prä- und Suffixen.

## Komi-Syrjänisch
Im Komi-Syrjänischen gibt es 16 Fälle und kein grammatisches Geschlecht. Es hat 26 Konsonanten und 6 Vokale.
Neben der Schriftsprache lassen sich bis zu 10 Dialekte feststellen.
In der Lexik lassen sich Einflüsse nord-iranischer (skytho-sarmatischer), Turk-, samojedischer Sprachen und des Russischen nachweisen.
Seit 1938 wird das kyrillische Alphabet mit Sonderzeichen verwendet.
Im Komi-Syrjänischen gibt es neben einer reichen mündlichen Überlieferung eine eigene Literatur. Es erschienen Zeitungen und Zeitschriften in dieser Sprache, Radio- und Fernsehsendungen werden ausgestrahlt. Komi-Syrjänisch ist Unterrichtssprache in Grundschulen und Unterrichtsfach in Mittelschulen.
Für das Jahr 2002 wird die Sprecherzahl mit 217.000 Menschen angegeben. Dies ist ein Rückgang von mehr als 50.000 gegenüber 1989. Komi-Syrjänisch ist seit 1992 gemeinsam mit Russisch Amtssprache in der Republik Komi.

## Komi-Permjakisch
Obwohl das Komi-Permjakische dem Komi-Syrjänischen nahesteht, ist es als eigene Schriftsprache entwickelt worden. Die bedeutungsunterscheidende Betonung ist eines der Unterscheidungsmerkmale zum Komi-Syrjänischen. Es gibt 17 Fälle. Zwei Hauptdialekte werden unterschieden. Die Komi-Permjakische Sprache verliert in den letzten Jahrzehnten immer mehr an Bedeutung. So geht die Zahl der Publikationen zurück.
Für 2002 wird die Sprecherzahl mit 94.000 angegeben. Gegenüber 1989 ist dies ein Rückgang um fast 25.000. Das Komi-Permjakische hat keinen amtlichen Status. Es ist lediglich Unterrichtsfach in einer Reihe von Schulen des Gebietes Perm.

## Sprachbeispiel
Die Zahlen von Eins bis Zehn:
1   öтик
2   кык
3   куим
4   нёль
5   вит
6   квайт
7   сизим
8   кöкъямыс
9   öкмыс
10  дас